# Медеу Сарсеке
Сарсеке Медеу Сапаули (каз. Сәрсеке Медеу Сапаұлы), більш відомий як Медеу Сарсеке, в російськомовних джерелах також Медеу Сарсекеєв (2 січня 1936, Кайнар, Казахська РСР — 20 березня 2024) — казахський письменник, драматург, публіцист.

## Біографія
Медеу Сарсеке народився 2 січня 1936 року в аулі Кайнар Абайського району Семипалатинської області Казахської РСР (нині село Кайнар Ордабасинського району Південно-Казахстанської області Казахстану). Науково-фантастичні твори цього періоду вийшли у світ в 1959 році окремою книгою під назвою «Гажайип Саулі» (укр. «Надзвичайний промінь»).
У 1953 році із золотою медаллю закінчив середню школу і поступив до Казахського гірничо-металургійного інституту. під час навчання захопився літературою — пише замальовки, оповідання, нариси для молодіжних газет та журналів.
Після закінчення у 1958 році інституту Медеу Сарсеке трудову діяльність розпочав в редакції газети «Лениншіл жас» на посаді редактора літературного відділу. 1959 року переїхав до Семипалатинська, де працював за основним фахом на цементному заводі на посадах майстра, старшого диспетчера, начальника винахідницького бюро. Але наприкінці 1963 року повернувся до літературної творчості — переїхав до Усть-Каменогорська, де, працював власним кореспондентом республіканської партійної газети «Социалистік Казакстан».
З 1962 року — член Спілки письменників Казахстану. У 1965 році очолив Семипалатинське регіональне відділення Спілки, яким (пізніше — Приіртишське) керував до 1997 року. Зробив великий внесок у розвиток науково-фантастичного, біографічного, виробничого жанрів казахської літератури. Активно сприяє розвитку краєзнавства Приіртишшя. Останні роки Медеу Сарсекее є членом «Аксакалдар кенеси» — ради аксакалів при акимі міста Семей.
З 1997 року на пенсії, є заслуженим пенсіонером республіканського значення. Почесний громадянин Семею.

## Літературна творчість
Дебютував Медеу Сарсеке в літературі як письменник-фантаст: протягом 1959—1965 років низку науково-фантастичних повістей і есеїв казахською мовою, зокрема «Гажайип сауле» (укр. «Надзвичайний промінь»), «Коринбестін коленкесі» (укр. «Тінь невидимки»), «Жетинші толкін» (укр. «Сьома хвиля»), «От пен атом» (укр. «Від вогню до атома»). До їх появи в історії казахської літератури ще не було подібних творів, за що М. Сарсеке отримав від критиків звання «піонера казахської фантастики».
Інший напрямок діяльності письменника Медеу Сарсеке — виробничий роман, документальна проза: романи «Жангирик» (укр. «Відлуння»), «Комбе» (укр. «Скарб»), вважаються вагомим внеском в казахську літературу виробничого стилю. Виданий у 1979 році роман «Жангирик», в основі сюжету якого лягли дійсні події з життя колективу Усть-Каменогорського свинцево-цинкового комбінату через три роки був виданий російською мовою (в російському перекладі вийшов як «Вибух») на сторінках «Літературної газети», журналу «Молода гвардія», а потім був випущений «Радянським письменником» окремою книжкою.
Успіхом письменника в жанрі драматургії стали його перша драма «Чингиська бувальщина», що вийшла на сцені Семипалатинського російського драматичного імені Ф. М. Достоєвського. Була здійснена також постановка п'єси по його роману «Жангирик», драма «Жарилис» була поставлена Республіканським російським драматичним театром імені М. Ю. Лермонтова.
Magnum opus М. Сарсеке став біографічний роман «Сатпаєв» про життя і діяльність академіка Каниша Імантаєвича Сатпаєва — одного із засновників радянської металогенічної науки, основоположника казахстанської школи металогенії, першого президента Академії наук Казахської РСР. Автор працював над книгою майже тринадцять років. Дослідження життя великого вченого вимагало від письменника, крім суто професійної майстерності, досконального знання матеріалу. Досліджуючи біографію науковця, Сарсеке провів велику роботу в краєзнавчих та наукових музеях Москви, Ленінграду, Алма-Ати, Джезказгану, Павлодару, Семипалатинська, Томська, геологічних архівах тощо. У 1980 році роман в перекладі Сергія Плеханова вийшов стотисячним тиражем в серії «ЖЗЛ» видавництва «Молода гвардія», після чого декілька разів перевидавався. Взагалі вивченню життя великого вченого Медеу Сарсеке присвятив понад 45 років свого життя, написавши протягом цього часу десять книг, найбільші й повні з яких — романи-есе «Казактин Каниши» і «Каниш єли». Книга М. Сарсеке «Через терни» (2002) написана в формі есе-сповіді, що оповідає про довгий і важкий шлях автора до створення документально-художньої біографії академіка Сатпаєва.
Медеу Сарсеке вніс значний внесок в краєзнавчу справу Семипалатинського краю. У 1968 році за його активної участі була видана збірка «Семипалатинськ — 250 років», а у 1995 — альбом-книга «Абай тойи», присвячена 150-річчю основоположника сучасної казахської письмової літератури Абая Кунанбаєва. Книга Медеу Сарсеке «Літопис народів Таракти і Каракесек» розповідає про відомих людей казахських жузів: поетів, батирів, казкарів.

## Відомі твори Медеу Сарсеке, бібліографія
- Сатпаев / пер. С. Плеханова. — Москва : «Молодая гвардия», 1980. — 319 с. — (Жизнь замечательных людей. Серія біогр. Вип. 14 (607)) — 100000 прим. (рос.)
- Взрыв : роман / пер. з казах. — Москва : «Советский писатель», 1983. — 439 с. (рос.)
- Седьмая волна : науч.-фантаст. повесть / пер. з казах. — Алма-Ата : «Жазушы», 1970. (рос.)
- Чингисская быль // В кн.: На свете белом. Повести казахских писателей / пер. з казах. — Алма-Ата : «Жазушы», 1984. (рос.)
- Баллада о верности // В кн.: После встречи. Рассказы казахских писателей / пер. з казах. — Алма-Ата : «Жазушы», 1984. (рос.)
- Табунщик // В кн.: Перевал. Повести / пер. з казах. — Алма-Ата : «Жазушы», 1984. (рос.)

## Нагороди, відзнаки
- Медаль «За доблесну працю» (1970)
- Почесна грамота Президії Верховної Ради Казахської РСР (1986)
- Орден «Курмет» (2001)
- Медаль «Ерлігі ушін» (2001)

## Електронні джерела
- Сарсекеев Медеу. Централизованная библиотечная система города Семей. 25.08.2013. Архів оригіналу за 29.06.2016. (рос.)
- Сарсеке Медеу. Казахский национальный исследовательский технический университет им К. Сатпаева. Архів оригіналу за 25 листопада 2010. (рос.)